# Барановский сельсовет (Алтайский край)
Барановский сельсовет — муниципальное образование со статусом сельского поселения и административно-территориальное образование в Змеиногорском районе Алтайского края России. Административный центр — село Барановка.

## Население
| 1997  | 1998  | 1999  | 2000  | 2001  | 2002  |
| ----- | ----- | ----- | ----- | ----- | ----- |
| 2732  | ↗2872 | ↗2875 | ↘2797 | ↘2592 | ↗2637 |
| 2003  | 2004  | 2005  | 2006  | 2007  | 2008  |
| ↘2573 | ↘2561 | ↘2441 | ↘2378 | ↘2256 | ↗2273 |
| 2009  | 2010  | 2011  | 2012  | 2013  | 2014  |
| ↘2261 | ↗2310 | ↗9804 | ↘9680 | ↘2260 | ↘2248 |
| 2015  | 2016  | 2017  | 2018  | 2019  | 2020  |
| ↘2203 | ↘2155 | ↘2127 | ↘2109 | ↘2044 | ↘2001 |
| 2021  |       |       |       |       |       |
| ↘1938 |       |       |       |       |       |

По результатам Всероссийской переписи населения 2010 года, численность населения муниципального образования составила 2310 человек, в том числе 1108 мужчин и 1202 женщины. Оценка Росстата на 1 января 2012 года — 2265 человек.

## Населённые пункты
В состав сельского поселения входит 3 населённых пункта:
- село Барановка,
- село Гальцовка,
- посёлок Рязановка.

- Сосновка — упразднённое в 1984 году село.